# Conwy (rivière)
Pour les articles homonymes, voir Conwy.
Le fleuve Conwy (en anglais : River Conwy, ou, historiquement, River Conway ; en gallois : Afon Conwy) est un fleuve côtier du nord du pays de Galles qui se jette dans la baie de Conwy (en).

## Géographie
De 43 km de longueur, le Conwy prend sa source dans la lande de Migneint d'où plusieurs ruisseaux coulent vers le Llyn Conwy (lac de Conwy). De là, elle coule vers le nord, traverse Betws-y-Coed où elle reçoit la rivière Llugwy (en). Puis elle traverse Llanrwst, Trefriw et Dolgarrog avant d'atteindre la baie de Conwy à la ville du même nom.
Les marées de l'équinoxe de printemps remontent jusqu'à Llanrwst[réf. nécessaire].

## Hydrologie
Son régime hydrologique est dit pluvial océanique.